# Flora Danica (servis)

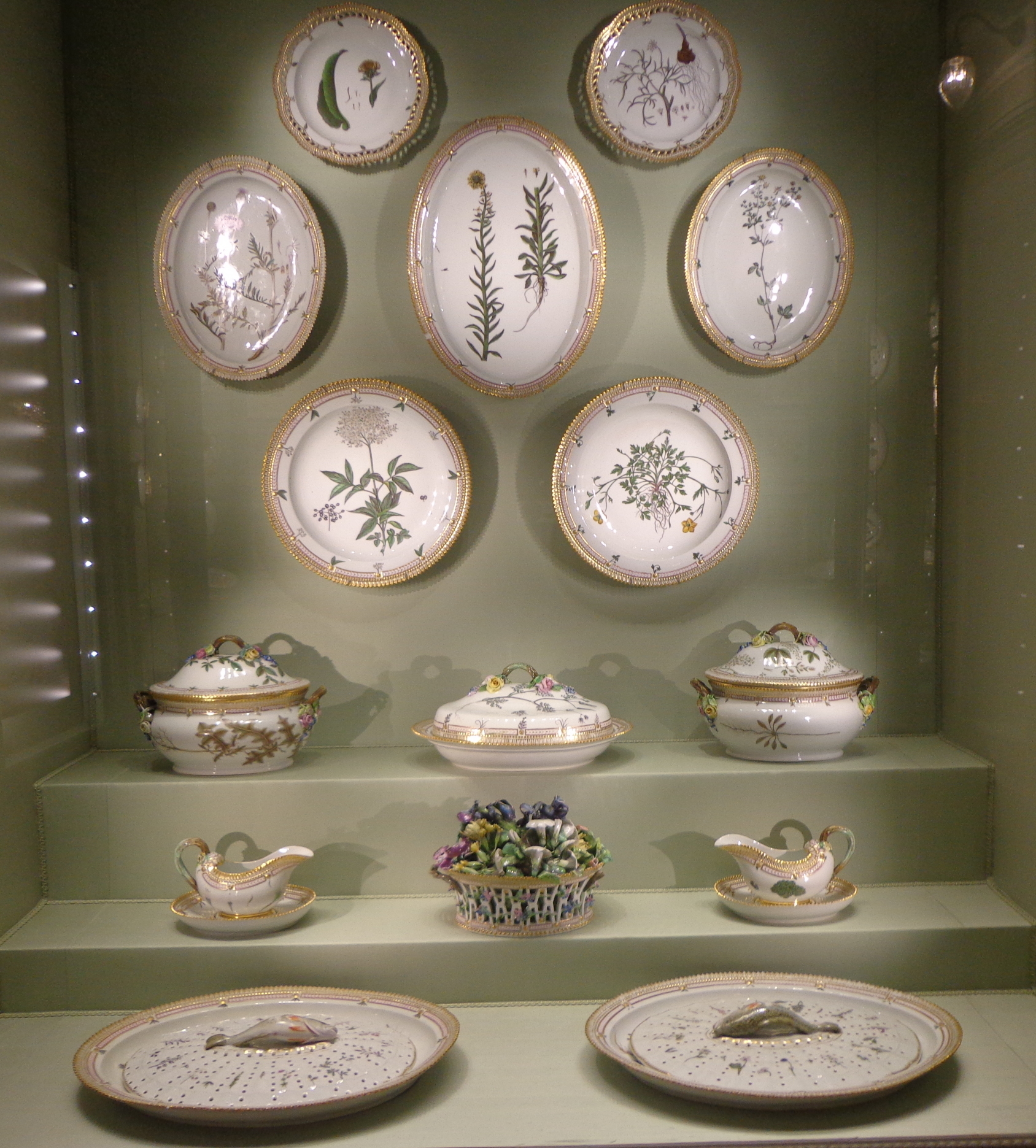
Den ursprungliga servisen utställd i Flora Danica-kabinettet på Christiansborgs slott i Köpenhamn.

Flora Danica är en porslinsservis ursprungligen om 1 802 delar, tillverkad vid Den Kongelige Porcelænsfabrik 1790–1803 på beställning av kronprins Fredrik.
Enligt traditionen skulle servisen ha varit avsedd som en gåva till kejsarinnan Katarina II av Ryssland. Servisen dekorerades med bilder av danska växter, hämtade ur det botaniska planschverket Icones floræ danicæ. Målningen utfördes av porslinsmålaren Johann Christoph Bayer (1738–1812), modelleringen av A.C. Luplau (1745–95) och S. Preus.
1862 återupptogs tillverkningen av servisen, och den har sedan dess, om än i mindre omfattning, producerats vid fabriken och förs ännu i handeln.